# Vincent Aka-Akesse
Vincent Aka-Akesse (Troumabo, Costa de Marfil, 25 de octubre de 1975) es un deportista francés que compitió en lucha libre (hasta el año 2000 compitió para su país de origen, Costa de Marfil).
Ganó tres medallas en el Campeonato Africano de Lucha entre los años 1998 y 2000, y una medalla de plata en el Campeonato Europeo de Lucha de 2005.

## Palmarés internacional
| Representando a Costa de Marfil |                        |                  |           |
| Campeonato Africano             |                        |                  |           |
| Año                             | Lugar                  | Medalla          | Categoría |
| 1997                            | Casablanca (Marruecos) | Medalla de plata | 85 kg     |
| 1998                            | El Cairo (Egipto)      | Medalla de plata | 85 kg     |
| 2000                            |                        | Medalla de oro   | 85 kg     |
| Representando a Francia         |                        |                  |           |
| Campeonato Europeo              |                        |                  |           |
| Año                             | Lugar                  | Medalla          | Categoría |
| 2005                            | Varna (Bulgaria)       | Medalla de plata | 96 kg     |